# Tōru Takemitsu

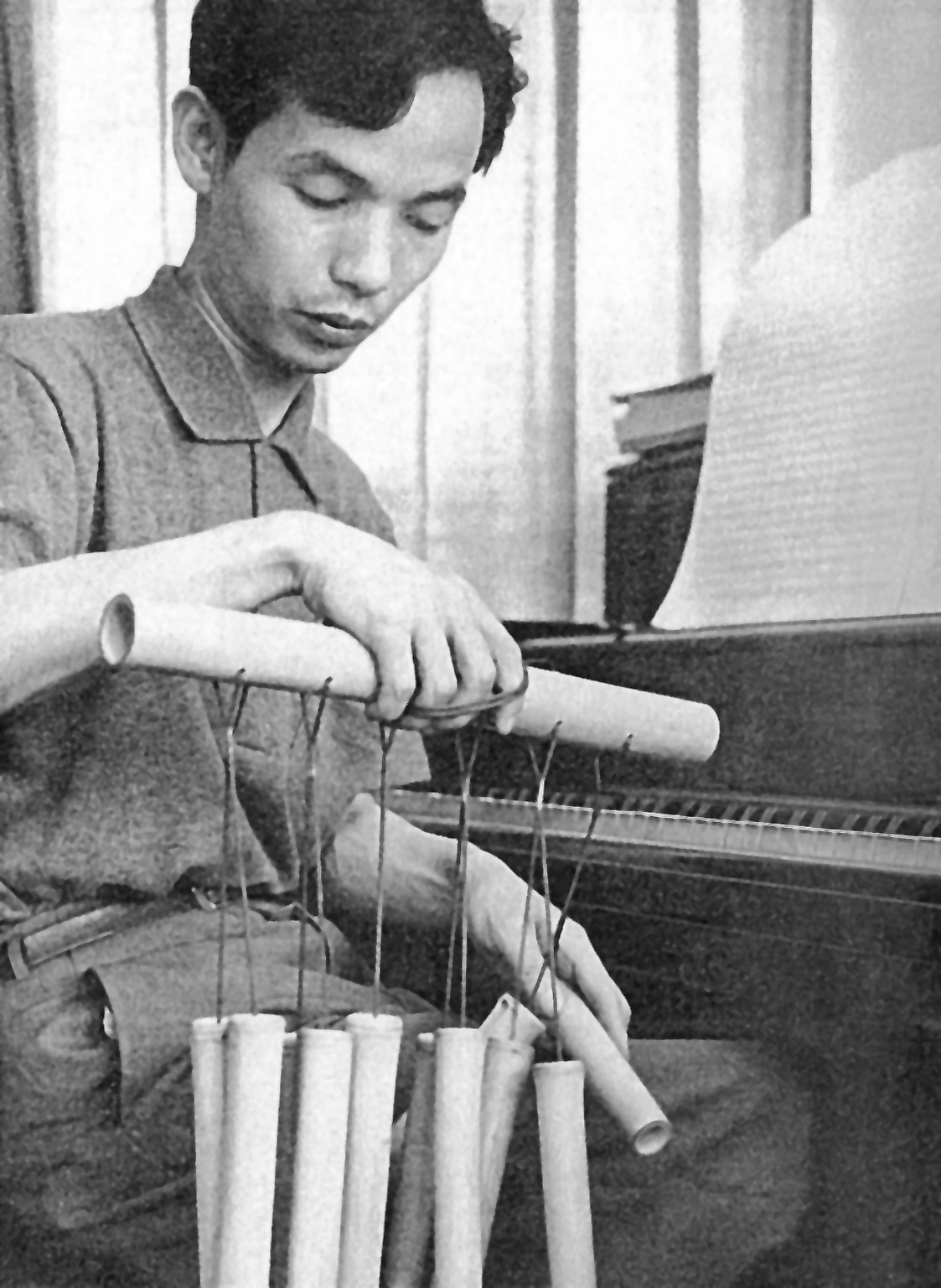
Toru Takemitsu (1961)

Tōru Takemitsu (japanisch 武満 徹, Takemitsu Tōru, * 8. Oktober 1930 in Tokio; † 20. Februar 1996 ebenda) war ein japanischer Komponist.

## Leben
Takemitsu Tōru hörte nach dem Zweiten Weltkrieg moderne französische Komponisten. Dieser Einfluss, zusammen mit dem privaten Kompositionsstudium bei Yasuji Kiyose und beeinflusst durch Hayasaka Fumio (1914–1955) und Matsudaira Yoritsune (1907–2001), hatten starken Einfluss auf ihn, er blieb aber weiterhin vorwiegend Autodidakt.
Seine unkonventionelle Kompositionsweise ist charakterisiert durch eine große klangliche Sensibilität. Während man in seinen ersten Werken die Wiener Schule (insbesondere Schönberg, Berg und Webern) und die Französische Schule (vor allem Debussy) erkennt, zeigte sich bald Takemitsus Interesse an allen avantgardistischen Techniken. Sehr häufig benutzte er traditionelle japanische Instrumente, zum Beispiel im Werk November Steps für Biwa, Shakuhachi und Orchester, das im Jahr 1967 komponiert wurde.
Takemitsu interessierte sich nicht nur für Musik, sondern auch für Literatur und moderne Malerei. Daher gründete er 1951 zusammen mit anderen Künstlern die Gruppe Experimentelle Werkstatt (実験工房, Jikken Kōbō), die bald für ihre avantgardistischen und multimedialen Aufführungen von sich reden machte.
Takemitsu begeisterte sich daneben besonders für das französische Chanson, den Schlager, den Jazz und auch die Filmmusik. Als großer Filmfan schrieb er z. B. die Musik zu den Filmen Ran und Dodes’ka-Den. Obwohl er sich in der Filmmusik und der elektronischen Musik ausgesprochen wohl fühlte, sind seine charakteristischsten Werke jene für Kammerensemble und großes Orchester. In Japan erfreuen sich seine Arrangements von Beatles-Songs für Gitarre solo noch heute großer Beliebtheit.
Er lehrte selber Komposition und wurde häufig als Dozent eingeladen. Für seine internationalen Kompositionen erhielt er 1984 den Asahi-Preis. Im Jahr 1994 erhielt er mit dem Grawemeyer Award für sein Werk Fantasma/Cantos für Klarinette und Orchester einen der wichtigsten Musikpreise der Welt, ebenfalls 1994 wurde Takemitsu zum Ehrenmitglied der International Society for Contemporary Music ISCM gewählt, und 1996 erhielt er bereits postum den Glenn-Gould-Preis. Seit 1978 war er Mitglied der Akademie der Künste der DDR. 1984 wurde er als auswärtiges Ehrenmitglied in die American Academy of Arts and Letters gewählt.
Takemitsu musste sich in den letzten Lebensmonaten einer ärztlichen Behandlung wegen eines bösartigen Blasentumors unterziehen. Am 20. Februar 1996 starb er in Tokio an einer Lungenentzündung.

## Werke
- 1949: Romance für Klavier
- 1950: Lento in Due Movimenti für Klavier
- 1951: Distance De Fée für Violine und Klavier
- 1951: Joie de Vivre, Ballett für Orchester
- 1957: Requiem für Streicher. Salabert, Paris 1962
- 1958: Solitude sonore für Orchester
- 1959: Pause ininterrupted für Klavier
- 1960: Landscape für Streichquartett
- 1960: Water Music
- 1961: Music of Trees für Orchester
- 1962: Coral Island für Sopran und Orchester
- 1964: Textures für Orchester
- 1964: Kwaidan
- 1966: Arc für Klavier und Orchester
- 1966: Asterism für Klavier und Orchester
- 1966: Hika für Violino und Klavier
- 1967: November Steps für biwa, shakuhachi und Orchester
- 1967: Green (November Steps 2) für Orchester
- 1970: Eucalyptus für Flöte, Oboe, Harfe und Streicher
- 1970: Seasons für Schlagzeug
- 1971: Voice für Soloflöte
- 1971  Distance  für Oboe (solo oder mit Sho ad lib.)
- 1972: Gémeaux für Oboe, Posaune und zwei Orchester
- 1973: For away für Klavier
- 1973: Autumn (Herbst) für biwa, shakuhachi und Orchester
- 1974: Folios für Gitarre
- 1975: Gitimalya für Marimba und Orchester
- 1975: Quatrain I für Klarinette, Violine, Violoncello, Klavier und Orchester
- 1976: Waves für Klarinette, Horn, zwei Posaunen und Perkussion
- 1976: Marginalia für Orchester
- 1977: 12 Songs for Guitar
- 1977: A Flock Descends into the Pentagonal Garden für Orchester
- 1979: Piano Pieces For Children
- 1980: Rain Spell für Flöte, Klarinette, Harfe, Klavier und Vibraphon
- 1981: Dreamtime für Orchester
- 1981: Rain Tree für Perkussion
- 1981: Toward the Sea für Flöte und Gitarre
- 1982: Rain Coming für Kammerorchester
- 1983: From far beyond Chrysanthemums and November Fog für Violine und Klavier
- 1984: Orion and Pleiades für Violoncello und Klavier
- 1986: Rain Dreaming für Cembalo solo
- 1986: All in Twilight für Gitarre solo
- 1987: Signals from Heaven I & II für Bläserensemble
- 1989: Litany – In Memory Of Michael Vyner für Klavier (I. Adagio, II. Lento misterioso)
- 1989: Itinerant – In Memory of Isamu Noguchi für Flöte solo
- 1990: From Me Flows What You Call Time für 5 Schlagzeuger und Orchester
- 1991: Quotation of Dream für zwei Klaviere und Orchester
- 1991: Fantasma/Cantos für Klarinette und Orchester
- 1992: Rain Tree Sketch II – In Memoriam Olivier Messiaen für Klavier
- 1992: And then I knew ’twas Wind für Flöte, Viola und Harfe
- 1993: Between Tides für Violine, Violoncello und Klavier
- 1994: Paths – In Memoriam Witold Lutosławski für Trompete solo
- 1995: Three Film Scores für Streichorchester
- 1995: Air – Aurèle Nicolet zum 70. Geburtstag, für Flöte solo

## Filmografie (Auswahl)
- 1962: Harakiri (Seppuku)
- 1963: Koto (古都 Koto)
- 1964: Die Frau in den Dünen (Suna no onna)
- 1964: Kwaidan (Kaidan)
- 1968: Das Mädchen Nanami (Hatsukoi: Jigokuhen)
- 1971: Die Zeremonie (Gishiki)
- 1972: Kleine Sommerschwester
- 1985: Ran
- 1986: Gonza, der Lanzenkämpfer
- 1989: Rikyu, der Teemeister
- 1989: Schwarzer Regen (Kuroi ame)
- 1993: Die Wiege der Sonne (Rising Sun)

## Album
- Duo Imbesi Zangarà, Noir Love – Takemitsu for Guitar Duo  performed by Carmelo Imbesi e Carmen Zangarà, Classical Music 3.0, (2021)